# How-old.net

“How-old.net”上对维基共享资源中的一张图片的识别结果，注意图片中显示的年龄可能与人物的实际年龄有较大差距。

How-old.net（中國大陸稱為「顏齡機器人」）是微软公司创办的一个根据使用者上传照片判别照片中人物年龄的网站。

## 简介
据微软介绍，“How-old.net”网站架设在微软服务平台“Azure”上，用于测试微软新近发布的面部检测API（应用程序编程接口）。这个网站涉及机器学习、面部识别、实时数据监控等相关技术。网站主要完成的事情包括从用户提供的照片中辨别出人物的脸部，然后判断出性别和年龄数据。此外，它还与微软Bing的图片搜索API结合，可判断互联网上图片中人物的性别和年龄。自2015年4月30日网站上线起，几个小时内已经测试超过21万张图片。
对于其测试年龄的原理，有科技媒体分析指出，在网站接收到图片后，首先会对人脸的位置进行检测，其后根据脸上的27个点得出结论，比如瞳孔、眼角、嘴角、鼻子等明显会随着年龄变化的部位。而有医学界人士认为网站判断年龄的最重要的判断依据是脸部的皮肤。
由于技术原因，网站目前的识别准确度并不高，每次检测后，网站都会提示“如果我们没有准确辨别年龄和性别，对不起——我们正在改进这个功能（Sorry if we didn't quite get the age and gender right - we are still improving this feature）”。不过相当一部分使用者认为其娱乐性多于准确性。
在网站首页，微软表示“我们不会保留照片（We don't keep the photo）”，但这与Azure的使用条款相矛盾，由此也引发了隐私权的争议。